# Adelphomyia pilifer
Adelphomyia pilifer is een tweevleugelige uit de familie steltmuggen (Limoniidae). De soort komt voor in het Palearctisch gebied.